# Satyameva Jayate (film, 2018)
 (mars 2025).
Si vous disposez d'ouvrages ou d'articles de référence ou si vous connaissez des sites web de qualité traitant du thème abordé ici, merci de compléter l'article en donnant les références utiles à sa vérifiabilité et en les liant à la section « Notes et références ».
 (mars 2025).
La mise en forme du texte ne suit pas les recommandations de Wikipédia : il faut le « wikifier ».
Les points d'amélioration suivants sont les cas les plus fréquents :
- Les titres sont pré-formatés par le logiciel. Ils ne sont ni en capitales, ni en gras.
- Le texte ne doit pas être écrit en capitales (les noms de famille non plus), ni en gras, ni en italique, ni en « petit »…
- Le gras n'est utilisé que pour surligner le titre de l'article dans l'introduction, une seule fois.
- L'italique est rarement utilisé : mots en langue étrangère, titres d'œuvres, noms de bateaux, etc.
- Les citations ne sont pas en italique mais en corps de texte normal. Elles sont entourées par des guillemets français : « et ».
- Les listes à puces sont à éviter, des paragraphes rédigés étant largement préférés. Les tableaux sont à réserver à la présentation de données structurées (résultats, etc.).
- Les appels de note de bas de page (petits chiffres en exposant, introduits par l'outil «  Source ») sont à placer entre la fin de phrase et le point final[comme ça].
- Les liens internes (vers d'autres articles de Wikipédia) sont à choisir avec parcimonie. Créez des liens vers des articles approfondissant le sujet. Les termes génériques sans rapport avec le sujet sont à éviter, ainsi que les répétitions de liens vers un même terme.
- Les liens externes sont à placer uniquement dans une section « Liens externes », à la fin de l'article. Ces liens sont à choisir avec parcimonie suivant les règles définies. Si un lien sert de source à l'article, son insertion dans le texte est à faire par les notes de bas de page.
- La présentation des références doit suivre les conventions bibliographiques. Il est recommandé d'utiliser les modèles {{Ouvrage}}, {{Chapitre}}, {{Article}}, {{Lien web}} et/ou {{Bibliographie}}. Le mode d'édition visuel peut mettre en forme automatiquement les références.
- Insérer une infobox (cadre d'informations à droite) n'est pas obligatoire pour parachever la mise en page.

Pour une aide détaillée, merci de consulter Aide:Wikification.
Si vous pensez que ces points ont été résolus, vous pouvez retirer ce bandeau et améliorer la mise en forme d'un autre article.
Pour plus de détails, voir Fiche technique et Distribution.
Satyameva Jayate est un film d'action et de suspense indien en langue hindi de 2018 réalisé par Milap Zaveri, produit et distribué par T-Series. Le film met en vedette John Abraham et Manoj Bajpayee dans leur deuxième collaboration après Shootout at Wadala, aux côtés d' Aisha Sharma, Amruta Khanvilkar et Manish Chaudhari,,.

## Synopsis
Virendra « Vir » Rathod, un peintre, tue des policiers corrompus en les incendiant et obtient le soutien du public pour avoir éliminé les policiers corrompus sans révéler son identité. Inquiet de la montée des policiers brûlés et terrifiés, le commissaire Manish Shukla convoque le DCP Shivansh Rathod pour traquer le tueur. À l'aide d'une application de modification de voix, Vir appelle Shivansh et menace de tuer un officier corrompu.
Shivansh se laisse tromper en croyant qu'un poste de police serait ciblé, tandis que Vir combat et tue le policier corrompu ciblé dans une station-service. Shivansh commence à enquêter et découvre que le schéma de meurtre est conforme à l'acronyme Satyameva Jayate et que la prochaine cible provient d'une station commençant par la lettre Y. Shivansh et son équipe localisent la station et commencent la surveillance en attendant le tueur. Vir, déguisé en policier, entre dans le commissariat et met le feu à un policier corrompu pour avoir torturé une personne innocente.
Vir parvient à s'enfuir et rencontre Shivansh chez lui, où il est révélé que Shivansh et Vir sont frères. Vir et Shivansh visitent un hôpital où l'officier brûlé est admis. Vir entre secrètement dans la pièce et tue l'officier en le brûlant à nouveau. Vir retourne dans la salle de bain, se blesse et fait semblant d'être attaqué par le tueur par derrière. Plus tard, Shivansh rassemble tous les flics corrompus dans une maison sûre, mais Vir parvient à les brûler et emmène Shikha à un rendez-vous, ce qui lui donne un alibi pour une journée. Plus tard, Vir, se couvrant de sang, tue un flic corrompu pendant Achoura, après quoi Shivansh le poursuit et Shivansh explique que les peintures de Vir représentant des hommes terrorisés, qui ressemblaient aux flics morts, lui ont fait réaliser que Vir est le tueur.
Vir parvient à s'échapper à nouveau et capture Shikha alors qu'elle se révèle être la fille de Shukla. Vir appelle Shukla et Shivansh, où il oblige Shukla à se verser du kérosène sur lui-même. Vir révèle que Shukla était responsable de la mort de leur père, l'inspecteur Shiv Rathod, car Shiv n'autorisait personne dans la police à corrompre. Vir décide de se rendre avant que Shukla n'invoque son armée de flics pour éliminer les frères.
Vir tue les flics et coince Shukla et Shivansh tire à contrecœur sur Vir avant qu'il ne puisse tuer Shukla. Réalisant que le kérosène versé sur le corps de Shukla est encore frais et trouvant une allumette posée près de la médaille de son père sur laquelle est écrit Satyameva Jayate, Vir blessé tue Shukla en lui mettant le feu. Shivansh et Shikha s'approchent de Vir, qui demande à Shivansh de réciter le serment que Shiv leur a enseigné. Les frères le récitent ensemble et Vir meurt dans les bras de Shivansh.

## Fiche technique
- Titre original : Satyameva Jayate
- Titre original en hindi : सत्यमेव जयते
- Langue : Hindi
- Réalisateur : Milap Zaveri
- Pays :  Inde
- Dates de sortie : 
  -  Inde : 15 aout 2018
  -  France : 12 septembre 2018
- Durée : 140 min
- Sociétés de production : T-Series, Emmay Entertainment

## Distribution
- John Abraham : Virendra "Vir" Rathod, frère cadet de Shivansh, beau-frère cadet de Sarita
- Manoj Bajpayee : commissaire adjoint du policier Shivansh Rathod, le mari de Sarita, le frère aîné de Vir
- Aisha Sharma : Dr Shikha Shukla, l'intérêt amoureux de Vir
- Amruta Khanvilkar : Sarita Rathod, l'épouse de Shivansh, la belle-sœur aînée de Veer
- Manish Chaudhari : commissaire Manish Kumar Shukla, le père de Shikha et le principal antagoniste
- Sandeep Yadav nommé ministre
- Nora Fatehi : apparition spéciale dans la chanson "Dilbar"
- Devdatta Nage : l'inspecteur Shankar Gaikwad (apparition en caméo)
- Chetan Pandit : l'inspecteur Shiv Rathod, le père de Shivansh & Veer (apparition en camée)
- Ganesh Yadav : l'inspecteur Damle (apparition en caméo)
- Aditi Sanwal : une fille dans une voiture (apparition en caméo)
- Rajesh Khera : l'inspecteur Satish Bhosle (apparition en caméo)

## Libérer
Le film est sorti le 15 août 2018, à l'occasion du jour de l'indépendance de l'Inde. Le film est sorti en même temps que Gold d'Akshay Kumar. Il est sorti sur 2,500 écrans en Inde.
À leur sortie, les chansons « Paniyon Sa » et « Tajdar E Haram » sont toutes deux devenues des hits, tandis que « Dilbar » est devenue la chanson à succès de l'année,.

## Box office
Satyameva Jayate a rapporté 205.2 millions de roupies net en Inde le jour de son ouverture, établissant ainsi le record de la plus grande collecte le jour de l'ouverture pour John Abraham et le cinquième film d'ouverture le plus élevé de 2018 après Sanju, Race 3, Gold et Baaghi 2. Au cours des quatre jours suivants, Il a rapporté respectivement 79.2 millions de roupies, 90.3 millions de roupies, 9.18 millions de roupies et 10.26 millions de roupies net en Inde, portant le total des recettes brutes du week-end prolongé d'ouverture à 569.1 millions de roupies.
La collecte à vie du film en Inde est de 1,082.1 millions de roupies, dont une collecte nette totale de 887.2 millions de roupies. Il a rapporté 146.9 millions de roupies au box-office étranger pendant toute sa durée de diffusion.
Les recettes mondiales de Satyameva Jayate s'élèvent à 1.08 milliard de roupies.